# Tilley Christiansen
Tilley Christiansen, gift Gerner, född 2 juni 1874 i Köpenhamn, död 31 maj 1955, var en dansk skådespelare.
Hon filmdebuterade i De fire djævle (1911) och spelade bland annat i fyra filmer för det tyska bolaget Eiko Film, regisserade av Alfred Lind.

## Filmografi
Enligt Internet Movie Database och Svensk filmdatabas:
- 1911 – De fire djævle
- 1912 – Marconitelegrafisten
- 1912 – Broder och syster
- 1912 – Efter dödshoppet
- 1912 – Karnevalsnattens gåde
- 1913 – Luftskipperen
- 1916 – Amors spilopper
- 1916 – Det røde alfabet
- 1917 – Natekspressens hemmelighed